# Châteauneuf-d'Entraunes
Châteauneuf-d'Entraunes (in italiano, desueto, Castelnuovo d'Entraunes; in occitano, Chasternòu d’Entraunas) è un comune francese di 63 abitanti (al 1º gennaio 2022) situato nel dipartimento delle Alpi Marittime della regione della Provenza-Alpi-Costa Azzurra.

## Geografia fisica
Il territorio è compreso nei limiti del Parco nazionale del Mercantour. La delimitazione del parco segue il vallone della Barlatte che passa attraverso le gole di Saucha Négra.
Il punto culminante del comune è la Cima di Pal che svetta a 2.818 metri. Il Monte Rougnous raggiunge un'altezza di 2.673 m, la Cima dell'Aspe di 2471 m. Il livello altimetrico minimo si trova al ponte di Panier sul Varo a 872 m.

## Storia
Il comune di Castelnuovo d'Entraunes, fin dal 1388, ha seguito, con tutta la contea di Nizza, le vicende storiche prima della Contea di Savoia e del Ducato di Savoia, e poi dopo il Congresso di Vienna, dal 1815 al 1860, le sorti del Regno di Sardegna.

## Società

### Evoluzione demografica
Abitanti censiti